# London-Marathon 2013
| 33. London-Marathon    | 33. London-Marathon            |
| ---------------------- | ------------------------------ |
| Stadt                  | London, Vereinigtes Königreich |
| Datum                  | 21. April 2013                 |
| Distanz                | 42,195 Kilometer               |
| Sieger                 |                                |
| Männer                 | Tsegay Kebede (2:06:04 h)      |
| Frauen                 | Priscah Jeptoo (2:20:15 h)     |
| ← London-Marathon 2012 | London-Marathon 2014 →         |
| Website                | Offizielle Website             |

Der London-Marathon 2013 war die 33. Ausgabe der jährlich stattfindenden Laufveranstaltung in London, Vereinigtes Königreich. Der Marathon fand am 21. April 2013 statt und war der dritte World Marathon Majors des Jahres.
Bei den Männern gewann Tsegay Kebede in 2:06:04 h und bei den Frauen Priscah Jeptoo in 2:20:15 h.

## Ergebnisse

### Männer
| Platz | Athlet                     | Land      | Zeit (h) |
| ----- | -------------------------- | --------- | -------- |
| 01    | Tsegay Kebede              | Äthiopien | 2:06:04  |
| 02    | Emmanuel Kipchirchir Mutai | Kenia     | 2:06:33  |
| 03    | Ayele Abshero              | Äthiopien | 2:06:57  |
| 04    | Feyisa Lilesa              | Äthiopien | 2:07:46  |
| 05    | Wilson Kipsang             | Kenia     | 2:07:47  |
| 06    | Stephen Kiprotich          | Uganda    | 2:08:05  |
| 07    | Yared Asmerom              | Eritrea   | 2:08:22  |
| 08    | Stanley Kipleting Biwott   | Kenia     | 2:08:39  |
| 09    | Hafid Chani                | Marokko   | 2:09:11  |
| 10    | Ayad Lamdassem             | Spanien   | 2:09:28  |

### Frauen
| Platz | Athletin                  | Land                   | Zeit (h) |
| ----- | ------------------------- | ---------------------- | -------- |
| 01    | Priscah Jeptoo            | Kenia                  | 2:20:15  |
| 02    | Edna Ngeringwony Kiplagat | Kenia                  | 2:21:32  |
| 03    | Yukiko Akaba              | Japan                  | 2:24:43  |
| 04    | Atsede Baysa              | Äthiopien              | 2:25:14  |
| 05    | Meselech Melkamu          | Äthiopien              | 2:25:46  |
| 06    | Florence Jebet Kiplagat   | Kenia                  | 2:27:05  |
| 07    | Mai Itō                   | Japan                  | 2:28:37  |
| 08    | Alewtina Biktimirowa      | Russland               | 2:30:02  |
| 09    | Susan Partridge           | Vereinigtes Königreich | 2:30:46  |
| 10    | Irvette van Zyl           | Südafrika              | 2:31:26  |